# Paper Route

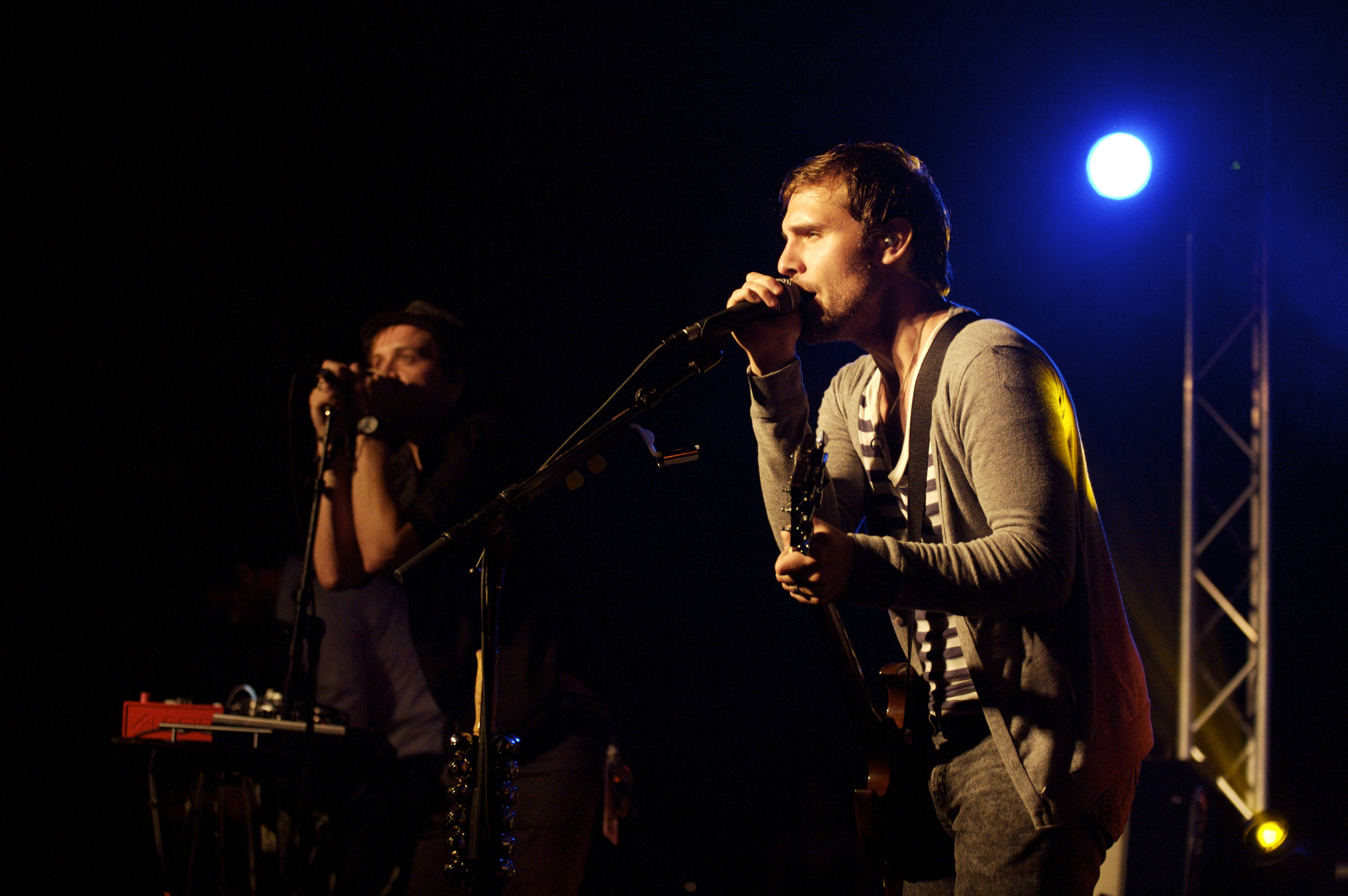
Paper Route.

Paper Route to amerykański zespół z Nashville w stanie Tennessee powstały w 2004 roku grający indie rock. Ich debiutanckie EP zostało wydane 29 sierpnia 2006 roku.

## Historia
W skład zespołu wchodzą: Chad Howat (bas, programowanie), J.T. Daly (wokal, keyboard, perkusja), Gavin McDonald (perkusja). Do roku 2010 do składu należał również Andy Smith (wokal, gitary, harmonijka, Theremin). 
Od końca lipca do końca sierpnia 2006 roku Paper Route razem z Paramore, Phantom Planet i Jack’s Mannequin brało udział w trasie koncertowej The Final Riot!. Zespół również koncertował z Copeland, Passion Pit i She Wants Revenge.
Na początku 2008 roku ich piosenki znalazły się w serialu One Tree Hill w odcinkach "Life Is Short" oraz "Cryin' Won't Help You Now". 
31 sierpnia 2008 piosenka "Last Time" została wybrana na motyw muzyczny akcji Nike+ Human Race.
Ich album Absence, wydany 28 kwietnia 2009 przez wytwórnię Universal Records, osiągnął 13. miejsce na liście Billboard Top Heatseekers. Po dłuższej przerwie 11 września 2012 wydany został następny album "The Peace Of Wild Things", pierwszy jako trio. Andy Smith obecnie tworzy projekt solowy o nazwie Brother Leather, J.T. Daly również wydał solową płytę "Memory" jako swój projekt poboczny, a pozostali muzycy Paper Route grają w koncertowym składzie solowego projektu Zaca Farro (ex-perkusista Paramore).

## Trasy Koncertowe
Paper Route brało udział w trasie koncertowej The Final Riot! zespołu Paramore w 2008 roku oraz wspierało ich w trasie promującej album Brand New Eyes w 2009 roku. W 2010 Paper Route koncertowali razem z Owl City oraz LIGHTS. W 2013 z Anberlin, czy Imagine Dragons.

## Dyskografia
- Paper Route [EP] (Drama Club Records, 2006)
- Are We All Forgotten [EP] (Low Altitude Records, 2008)
- A Thrill of Hope [EP] (Universal Records,2008) [Digital-only]
- Absence (Universal Records, 2009)
- Thank God The Year Is Finally Over [Christmas EP] 2009
- Additions (Remixes) EP (Universal Records, 2010)
- The Peace Of Wild Things (Tree Of Hearts, 2012)